# تامی پارکین
تامی پارکین (انگلیسی: Tommy Parkin؛ زادهٔ ۱ فوریهٔ ۱۹۵۶) بازیکن فوتبال اهل بریتانیا است.
از باشگاه‌هایی که در آن بازی کرده‌است می‌توان به باشگاه فوتبال ایپسویچ تاون، باشگاه فوتبال پیتربورو یونایتد، باشگاه فوتبال گریمزبی تاون، و باشگاه فوتبال بری تاون اشاره کرد.

## زندگی شخصی
وی دایی جاش مورفی و جیکوب مورفی، برادران دوقلو، که هر دو بازیکن حرفه‌ای فوتبال هستند، است.